# Acanthosaura meridiona
Acanthosaura meridiona — вид ящірок родини агамових (Agamidae). Описаний у 2021 році.

## Поширення
Ендемік Таїланду. Поширений у провінціях Транг, Пхаттхалунг, Накхонсітхаммарат і Сонгкхла.